# Polycitor emergens
Polycitor emergens är en sjöpungsart som beskrevs av Kott 1990. Polycitor emergens ingår i släktet Polycitor och familjen Polycitoridae. Inga underarter finns listade i Catalogue of Life.